# Francisco Pizarro
Francisco Pizarro González, španski konkvistador, * 1478, Trujillo, Extremadura, † 26. junij 1541, Ciudad de los Reyes, današnja Lima.

### Otroštvo
Francisco Pizarro se je rodil kot nezakonski sin očetu Gonzalu Pizzaro Rodriguezu de Aguilaru (1446–1522) in materi Francisci Gonzalez Mateos. Njegova mati se je pozneje poročila z Ines Munozom, ki je bil na začetku osvajanja Peruja, kjer je potem tudi živel. Z njim je imela sina Francisca Martina de Alcantara. Francisco Pizarro je bil drugi bratranec Hernanda Cortesa, znanega osvojitelja Mehike.

### Potovanja v Panamo in pogodba
13. februarja 1502 se je Pizarro prvič vkrcal na ladjo, ki ga je ponesla na španske zahodnoindijske otoke, v južno Ameriko, natančneje v Panamo pa je prišel šele leta 1513. Tam se je udeležil cele vrste raziskovalnih odprav. Od prihoda Špancev v Panamo so trdovratno krožile govorice, da obstaja nekje na jugu bogata in kulturno zelo visoko razvita dežela. Leta 1523 se je Pizarro udeležil odprave treh mož, ki so hoteli raziskati in osvojiti Južno Ameriko, Njegov partner je bil Diego de Almagro, pridružil se jima je še duhovnik Hernando de Luque, ki jima je dal na razpolago večino potrebnega kapitala, vendar se ni vkrcal na ladjo. Pizarrova prva odprava proti jugu v letih 1524–1525 sama zase ni bila uspešna. Njegovi možje so trpeli hudo lakoto, mnogo preglavic pa jim je povzročala tudi sovražnost domorodcev, na katere so naleteli. Toda vrnili so se z veliko zlata in z novico, da so dlje proti jugu še bogatejše dežele. Opirajoč se na ta poročila se je Pizarro vrnil v Panamo, da bi si zagotovil podporo za drugo odpravo. Nerad je panamski guverner dal svoje privoljenje in 10. marca 1526 so Pizarro, Almagro in Luque podpisali pogodbo, ki je postala slavna. S to pogodbo so se vsi trije možje obvezali, da si bodo pravično razdelili osvojene dežele. Pizarro in Almagro, ki sta to odpravo vodila, pa sta obljubila, da svojih prizadevanj ne bosta predčasno prekinila in da bosta, če doživita neuspeh, Luqueju vrnila vnaprej dana sredstva.

### Začetek osvajanj
Sprva je bil verjetno tudi Pizarro sam prepričan, da išče neko sanjsko deželo. Vsaj tak je bil vtis, ki ga je panamski guverner dobil o načrtovani odpravi. Ko se je Almagro drugič vrnil v Panamo in prosil za pomoč, je guverner izrekel odločno prepoved vseh nadaljnjih odprav. Almagro je sicer prinesel s seboj zlato in druge dokaze za obstoj južnih kraljestev, sam pa do njih ni prišel in razen tega je spotoma izgubil veliko ljudi.
Končno je Almagro izposloval dovoljenje, da je odjadral na otok Gallo, tam vzel na krov Pizarra in nadaljeval pot z odpravo proti jugu. Odprava se je ustavila v Tumbesu, mestu, ki so ga opisovali kot bogato in lepo, in potem nadaljevala svojo pot do Reke svetega Pavla. Povsod so Španci videli dokaze visoko razvite kulture in slišali poročila o moči Inkov. Kljub vsem tem dokazom pa jim ob povratku v Panamo ni uspelo dobiti podpore za osvajalski pohod. Zato je Pizarro leta 1528 odjadral v Španijo, da bi svoj načrt predložil kralju Karlu V. Leta 1529 je bil Pizarro imenovan za guvernerja province, ki je ležala 1000 kilometrov južno od Paname. Tudi Almagro je dobil nalogo od kralja, toda njegov položaj je bil nižji kot Pizarrov, zaradi česar je bil nanj zelo jezen, saj sta bila pred tem enakopravna partnerja.

### Osvajanje Inkovske države
Pizarrova osvajalna odprava je zapustila Panamo v začetku januarja 1531. Predhodnica je štela 180 mož in 27 konj. Sledil naj bi mu Almagro, ko bi si priskrbel okrepitve. Pizarro je najprej pristal v zalivu San Mateo in svoje ljudi popeljal peš po kopnem do Tumbesa. Toda mesto je bilo povsem uničeno in tu je zvedel za državljansko vojno, ki je izbruhnila med Inki in ki je dosegla višek, ko je inkovski vladar Atahualpa ujel zakonitega dediča prestola Huascarja (1503–1532). Atahualpa je še imel še tabor pri Cajamarci, ki je bila bliže Tumbesu kot Cuzco. Še preden je Pizarro prišel do Tumbesa, so se njegovim četam pridružile okrepitve. Na bregu reke Chira je ustanovil San Miguel kot oporiščno taborišče in 24. septembra 1531, pet mesecev po prihodu v Tumbes, s svojo malo vojsko odkorakal v notranjost. Smer njihovega prodiranja je šla preko Andov. Pot je bila zelo težavna zaradi mraza, pa tudi zaradi nedostopnosti gorskega sveta. Toda Pizarro je vendarle prišel 25. novembra v Cajamarco, kjer je bil utaborjen Atahualpa s svojo veliko vojsko.
Pizarro se je domislil drzne in skrajno brezvestne zvijače. Ko je Atahualpa drugi dan po Pizarrovem prihodu obiskal njegovo taborišče, so Španci pobili njegovo veliko spremstvo, Atahualpo samega pa zajeli. Atahualpa je nato ponudil, da bo dal prostor, velik sedemkrat devet metrov, napolniti z zlatom do višine, do katere človek lahko seže z roko, če mu bodo v zameno dali svobodo. Hlepeč po zlatu so Španci privolili, toda ko je bila odkupnina plačana, ga še vedno niso izpustili. Namesto tega so ga pod obtožbo, da Inki pripravljajo vstajo, postavili pred sodišče in usmrtili.
Medtem je prišel Almagro z okrepitvami v Cajamarco in skupaj so odkorakali v Cuzco, glavno mesto inkovske države. Na tem pohodu se jim je pridružil inkovski princ Manco Inca Yupanqui (1516–1544), brat marionetnega vladarja Tupac Huallpe (?-1533) in Huascarja. Trdil je, da ima pravico do prestola in prosil Špance za zaščito. Ti so mu obljubili oboje, kajti Pizarro je bil prepričan, da bi lahko bil pravi marionetni vladar, ki bi se ga dalo pridobiti za sodelovanje s Španijo. Ob prihodu v Cuzco je bil Manco uradno okronan za kralja. Inki doslej niso nudili nobenega odpora. Špance so najprej sprejeli prijazno, pozneje, potem ko je bil Atahualpa ujet in usmrčen, so ostali brez voditelja in tako rekoč ohromljeni. Toda že je bilo mogoče začutiti med Španci samimi prva trenja, ki so bila značilna za naslednja leta perujske zgodovine.
Spomladi leta 1534 so v Cuzco prispele novice o sovražnem pristanku severno od Tumbesa. Pedro de Alvarado, Cortesov namestnik in poznejši guverner Gvatemale, je slišal za bogastva Quita v Ekvadorju in je sklenil, da mesto osvoji zase. Močna vojska, s katero se je izkrcal, je utrpela med prečkanjem Andov precej izgub in ko je Alvarado naletel na Almagra, je bil pripravljen na pogajanja, posebej zato, ker so čete iz Cuzca že zavzele Quito in niso pri tem našle nikakršnih zakladov. proti plačilu odškodnine in po srečanju s Pizarrom je bil Alvarado pripravljen zapustiti Peru. Pizarro pa je sklenil zavzeti inkovsko glavno mesto in leta 1535 ustanovil Limo.
Po osvojitvi Peruja in zavzetju inkovskega glavnega mesta je kralj Karel V. pooblastil Almagra, da razišče področje do 1000 kilometrov južneje od Pizarrovih osvojitev in ga zasede. v letih 1535–1537 je vodil odpravo na področje svoje nove oblasti. Toda dežela je bila nedostopna in neprijazna in niso našli niti sledu zlata. Vrnil se je razočaran, še bolj zavisten in zvedel je , da so se Inki uprli in oblegali Cuzco. Almagro je nato odšel v vojno, kjer se je Pizarro že boril z Inki, ki so bili pod Mancovim poveljstvom.

### Pizarrova smrt
Uradni konec državljanske vojne, ki je sledila, je bila zmaga nad Almagrom in njegova usmrtitev leta 1538. Toda med španskimi vojaki je imel Almagro veliko privržencev, ki so bili trdno odločeni, da bodo maščevali njegovo smrt. Pizarro pa se sploh ni trudil, da bi jih bodisi onesposobil bodisi pridobil zase. Vse preveč je bil zaposlen z izgradnjo Lime, novega glavnega mesta. Leta 1541 so se vsi Almagrovi privrženci zbrali pred Pizarrovo palačo, da bi nanj izvedli atentat. Vdrli so v palačo, ranili nekaj Pizarrovih gostov, in se skupno znesli nad Pizarra. Pizzaro je sprva poskušal zaščititi svojega polbrata, vendar je le-ta že izkrvavel, sam je nato ubil dva napadalca, ko pa je poskušal napasti tretjega, se je preveč obiral s pobiranjem meča in napadalec mu je prerezal vrat. Pizarro je nato v zadnjih trenutkih življenja padel na kolena in začel izpovedovati svoje zadnje želje Jezusu Kristusu. Umrl je pri starosti 63 let.